# Белая швейцарская овчарка
Бе́лая швейца́рская овча́рка (фр. berger blanc suisse, нем. weisser schweizer schäferhund), известная также как американо-канадская белая овчарка — рабочая собака-компаньон, отличающаяся особым дружелюбием к детям; бдительная сторожевая собака; легко и быстро обучается.

## История породы
В США и Канаде белые овчарки постепенно получали признание в качестве отдельной породы. Первые собаки этой породы были импортированы в Швейцарию в начале 1970-х годов. Американский кобель Лобо, рождённый 5 марта 1966 г., может считаться родоначальником породы в Швейцарии, поскольку его потомки были зарегистрированы в Швейцарской племенной книге (LOS). В дальнейшем поголовье белых овчарок, импортированных из Америки и Канады, стало увеличиваться и началось их целенаправленное разведение. С июня 1991 года белые овчарки стали регистрироваться в Регистровой Швейцарской племенной книге (LOS). Сейчас[когда?]

 существует большое количество чистокровных в нескольких поколениях белых овчарок, которые распространены по всей Европе.
В 2003 году порода получила признание Международной кинологической федерации (FCI), но сменила название — согласно классификации FCI она теперь называется «белая швейцарская овчарка». Никакого отношения к Швейцарии она как не имела, так и не имеет, вероятнее всего, так было сделано из-за особого статуса США по отношению к Международной кинологической федерации — эта страна не является её членом, ограничив свои отношения договором о взаимопризнании.

## Внешний вид
БШО — это сильная собака среднего размера с хорошо развитой мускулатурой, обладающая гармоничными и элегантными очертаниями. 
Голова крепкая и сухая, клинообразная. Череп немного округлый. Челюсти и зубы сильные, прикус ножницеобразный. Нос чёрный, среднего размера. Глаза миндалевидные, среднего размера, коричневого цвета. Уши стоячие, высоко поставленные.
Шея средней длины, мускулистая, гармоничная. Плавно переходит от головы к холке.
Круп собаки удлиненный, чуть наклоненный к основанию хвоста, спина крепкая и прямая. Грудь мощная и глубокая, средней ширины, овальной формы. Живот умеренно подтянут. Бока и поясница крепкие. Холка явно выраженная. Хвост пушистый, саблевидный, низко посаженный.
Передние ноги прямые, широко поставленные. Лопатки длинные и наклоненные. Локти расположены близко к телу. Задние конечности параллельные. Бедра средней длины, мускулистые. Скакательные суставы сильные. Лапы овальные.
Движения ритмичные и последовательные. Хороший вымах передних конечностей.
Шерсть бывает двух типов: плотно прилегающая средней длины и длинная. В США и Нидерландах более популярны короткошёрстные белые овчарки, в Германии, Франции, Австрии и других странах больше длинношёрстных белых овчарок.
Подшёрсток очень хорошо развит. Остевой волос густой, жёсткий и прямой. Окрас белый.
Рост в холке кобелей: 58-66 см; сук: 53-61 см. Вес кобелей: 30-40 кг; вес сук 25-35 кг.

## Характер
Жизнерадостный, без лишней суетливости. Внимательный и бдительный сторож. С посторонними сдержан, но никогда не проявляет излишней тревоги или агрессивности.
Это очень ответственные и надежные собаки. Они обычно преданы своему хозяину и стремятся постоянно отвечать его требованиям. Легко обучаются выполнению команд и способны к выполнению всевозможных сложных трюков. Они добрые и ласковые, абсолютно не агрессивны, легко находят общий язык со всеми членами семьи и животными, живущими в одном с ними помещении. Это верные защитники и бдительные охранники, никогда не покидающие своего поста. Это довольно крупные собаки, которые лучше всего приживаются за городом. Однако они не требовательны в быту и могут жить там, где им отведено место. Любят прогулки и подвижные игры. Легко переносят переезд.

## Содержание и уход
Ухаживать за белой швейцарской овчаркой достаточно просто. Она совершенно неприхотлива в быту. Единственным условием её содержания является поддержание её шерсти в соответствующе надлежащем состоянии. Кроме того, несмотря на то, что длина шерсти незначительная, её необходимо регулярно вычесывать густой щеткой.
Белые овчарки хорошо дрессируются, в руках опытного дрессировщика собака быстро обучается выполнять всё, что от неё требуется. Грубое обращение не принесёт пользы ни владельцу, ни собаке.